# Kyushu Railway Company
A Kyushu Railway Company, más néven JR Kyushu (JR九州, Jeiāru Kyūshū) a Japan Railways Group (JR Group) hét alkotó vállalatának egyike. Intercity vasúti szolgáltatásokat üzemeltet a japán Kjúsú szigetén belül, valamint a JR Kyushu Jet Ferry Beetle szárnyashajó-járatot a Cusima-szoroson át Fukuoka és Puszan (Dél-Korea) között. Emellett szállodákat, éttermeket és drogériákat üzemeltet a szolgáltatási területén. A JR Kyushu központja Hakata-ku, Fukuoka.

## Története
Amikor a Japan Railwayst 1987-ben felosztották, a Kyushu Railway Company örökölte a Kjúsú szigetén lévő vagyonát és tevékenységét, valamint a mintegy 28,8 milliárd japán jen veszteséget, amelyet súlyosbított a Kjúsú szigetén növekvő autópálya-hálózat és számos, alig használt vidéki vonal. A privatizáció után a JR Kyushu új vállalkozásokkal, például hal- és gombatermesztéssel, valamint autóértékesítéssel diverzifikálta üzleti tevékenységét. Két sikeresebb mellékvállalkozása az 1991-ben indított Beetle komphajó és az 1992-ben indított Train d'or pékséglánc volt. A JR Kyushu a prémium vasúti szolgáltatásait is kiépítette a Kjúsú Sinkanszen nagysebességű vasútvonal és a Seven Stars in Kyushu luxus kirándulóvonat fejlesztésével.
A vállalat 2009. március 1-jén bevezette a SUGOCA intelligens kártyás jegyértékesítési rendszert.
A JR Kyushu 2016 októberében hajtotta végre tőzsdei bevezetését. A nem vasúti tevékenység a vállalat árbevételének nagyjából 60%-át és nyereségének nagy részét adja.